# Ledce (Nespeky)
Ledce (Duits: Letze) is een Tsjechische plaats in de gemeente Nespeky, regio Midden-Bohemen, en maakt deel uit van het district Benešov. Het dorp ligt op 3 kilometer afstand van Nespeky.
Ledce telt 22 inwoners (2021).

## Geografie
Ledce ligt aan de rand van natuurmonument Hornopožárský les.

## Geschiedenis
De eerste schriftelijke vermelding van het dorp dateert van 1352. Het dorp werd tijdens het beleg van kasteel Kostelec, in de vijftiende eeuw, door de rovers van Kuneš Rozkoš z Dubé verwoest. Alleen de kerk bleef overeind staan, evenals de pastorie, die echter ten tijde van de Dertigjarige Oorlog alsnog verdween.
Sinds 1900 is Ledce, samen met Nespeky, ondergebracht bij het district Benešov.

## Voorzieningen
In het dorp is een groot, regionaal bekend restaurant genaamd Bistro Ledce.

## Verkeer en vervoer

### Autowegen
Er leidt een regionale weg naar het dorp.

### Spoorlijnen
Er is geen station in Ledce. Het dichtstbijzijnde station is in Poříčí nad Sázavou, op zes kilometer afstand. Dat station ligt aan spoorlijn 221 Praag - Benešov - České Budějovice, 210 Praag - Vrané nad Vltavou - Čerčany/Dobříš en 212 Čerčany - Světlá nad Sázavou.

### Buslijnen
Er is geen bushalte in het dorp. De dichtstbijzijnde bushalte is in Nespeky, op drie kilometer afstand:
| Halte            | Lijn(en) | Traject(en)                             | Vervoerder(s)           |
| ---------------- | -------- | --------------------------------------- | ----------------------- |
| Nespeky, Nespeky | 337 651  | Benešov - Budějovická Nespeky - Hrusice | Arriva City Arriva City |

Fietsroutes
- 0019 Sázava - Čerčany - Týnec nad Sázavou - Davle

### Wandelroutes
- Rood: Sázava - Čerčany - Týnec nad Sázavou - Davle

## Bezienswaardigheden
In het dorp staat de Sint-Bartholomeüskerk uit de tweede helft van de dertiende eeuw, die in 1736 voorzien is van een barokke uitstraling en in 1902 volledig werd gerestaureerd.